# 임은지
임은지(林恩知, 1989년 4월 2일~)는 대한민국의 육상 선수로 주 종목은 장대높이뛰기이다. 

## 경력
부산직할시 연제구에서 태어났으며 연천초등학교, 망미중학교, 남성여자고등학교를 졸업했다. 태권도, 허들, 7종경기 등 다양한 종목을 거친 뒤 2009년이 되어서야 장대높이뛰기를 시작했다. 장대높이뛰기를 시작한 지 1년도 안된 2008년 8월 제20회 전국실업단대항대회에서 4m를 기록했다. 2달 후인 2008년 10월 22일에 벌어진 제1회 한국그랑프리육상에서는 4m 10을 넘어 기존 한국신기록 보유자인 최윤희를 이기면서 세간의 주목을 받기 시작했다. 2009년 3월 26일 대만 자오퉁에서 열린 대만국제장대높이뛰기대회에서 4m 24의 한국신기록을 세웠고 불과 한 달 뒤인 2009년 4월 21일에 열린 제13회 전국실업육상경기선수권에서는 4m 35를 넘어 한 달 만에 한국신기록을 갈아치웠다. 이로써 세계육상선수권대회 출전 B기준기록인 4m 35를 넘어 여자 장대높이뛰기 사상 처음으로 세계육상선수권대회 출전권을 따내게 됐다. 세계육상선수권대회 개최 전 해외로 나가 옐레나 이신바예바 등과 같이 훈련하며 세계선수권에 대비했다.
2009년 8월 15일 열린 2009년 세계육상선수권 예선에 출전, 4m 10을 넘은 뒤 4m 25cm 도전에서 실패해 예선 탈락했다. 10월 대전에서 열린 제 90회 전국체육대회에서는 3m 80을 기록해 4m 10을 넘은 라이벌 최윤희에게 패하며 저조한 모습을 보였다. 하지만 12월 10일 홍콩에서 열린 2009년 동아시아 경기 대회에서 4m 20의 기록으로 금메달을 획득했다.
2010년 5월, 전국종별육상경기대회 기간 동안 실시한 도핑 테스트에서 양성 반응을 보여 6월 10일부터 3개월간 출전정지 처분을 받았다. 임은지는 민간에서 만든 지네환을 복용한 것이 문제가 된 것 같다고 밝혔다.
2014년 9월 30일 인천에서 열린 2014년 아시안 게임 여자 장대높이뛰기 결선에서 4m15의 기록으로 3위에 올라 동메달을 획득했다.

## 성적
- 날짜는 모두 현지 시간이다.

### 주요 대회 성적
| 날짜             | 종목         | 대회                          | 장소   | 순위 | 기록  | 기타        |
| ---------------- | ------------ | ----------------------------- | ------ | ---- | ----- | ----------- |
| 2008년 10월 22일 | 장대높이뛰기 | 제1회 한국그랑프리육상        | 광주   | 1위  | 4m 10 |             |
| 2009년 3월 26일  | 장대높이뛰기 | 대만국제장대높이뛰기대회      | 자오퉁 | 1위  | 4m 24 | 한국 신기록 |
| 2009년 4월 21일  | 장대높이뛰기 | 제13회 전국실업육상경기선수권 | 안동   | 1위  | 4m 35 | 한국 신기록 |
| 2009년 8월 15일  | 장대높이뛰기 | 2009년 베를린 세계육상선수권  | 베를린 | 29위 | 4m 10 |             |
| 2009년 10월 22일 | 장대높이뛰기 | 2009년 전국체육대회           | 대전   | 2위  | 3m 80 |             |
| 2009년 12월 10일 | 장대높이뛰기 | 2009년 동아시아 경기 대회     | 홍콩   | 1위  | 4m 20 |             |